# John Cena
John Felix Anthony Cena (West Newbury (Massachusetts), 23 april 1977) is een Amerikaans professioneel worstelaar, acteur, rapper en televisiepresentator die als worstelaar sinds 2001, tegenwoordig parttime, actief is bij World Wrestling Entertainment.
Cena wordt over het algemeen beschouwd als een van de grootste, meest polariserende en invloedrijkste entertainmentworstelaars aller tijden. Cena won een recordaantal van 17 WWE Championships en is tweevoudig winnaar van Royal Rumble, in 2008 en 2013. Cena is tevens een 4-voudig World Tag Team Champion, waarvan de eerste keer met Shawn Michaels.
Cena speelde in 2006 voor het eerst de hoofdrol bij WrestleMania en deed dit daarna nog vier keer; bij het evenement WrestleMania 22, als titelhouder van het WWE Championship tegen zijn uitdager Triple H. Cena was een jaar later ook de headliner van WrestleMania 23, een wedstrijd voor het WWE Championship van Cena met Shawn Michaels als uitdager. In 2011, 2012 en 2013 was Cena de headliner bij drie opeenvolgende edities van WrestleMania; bij het evenement WrestleMania XXVII was Cena de uitdager van WWE Champion The Miz, bij het evenement WrestleMania XXVIII worstelde hij tegen The Rock en bij het evenement WrestleMania 29 daagde hij WWE Champion The Rock uit.
Op 15 december 2013, bij het evenement Tables, Ladders and Chairs, was Cena de laatste worstelaar die de gouden titelriem van de WWE, het World Heavyweight Championship, heeft gedragen alvorens men de titelriem fuseerde met het WWE Championship van de toenmalige titelhouder Randy Orton. Orton won beide titelriemen. Hij voltooide anno 2022 noch het ereteken Triple Crown noch Grand Slam. De reden is dat Cena het WWE Intercontinental Championship nog nooit won.
Cena is actief als worstelaar sinds 1999 en heeft 30 kampioenschappen op de erelijst maar verlegde vanaf 2017 zijn focus op een film- en televisiecarrière en is sinds 2016 nog slechts sporadisch actief als professioneel worstelaar. Naast het worstelen stelde Cena in 2005 zijn rapalbum "You Can't See Me" voor, die platina bereikte. In oktober 2006 maakte Cena zijn acteerdebuut in The Marine. Later verscheen Cena als hoofdrolspeler in diverse films zoals 12 Rounds, The Reunion, Ferdinand, Bumblebee en The Suicide Squad. In 2015 speelde hij een bijrol in de romcom Trainwreck. Hij keerde terug in de rol van Peacemaker uit The Suicide Squad voor de televisieserie Peacemaker uit 2022.  
Op 6 juli 2024 kondigde hij tijdens Money in the Bank (2024) aan dat hij eind 2025 zal stoppen als een inring performer.

## Professionele worstel-carrière (1999-)

### Training (1999-2001)
Cena's carrière nam een aanvang in 1999. In 2000 startte Cena zijn training bij 'Ultimate Pro Wrestling' om een volwaardige professionele worstelaar te worden. Tijdens zijn periode bij UPW won hij één keer het 'UPW Heavyweight Championship'.
In 2001 tekende Cena een contract bij de World Wrestling Federation (WWF; nu WWE) en werd naar het opleidingsprogramma 'Ohio Valley Wrestling' (OVW) gestuurd. Tijdens zijn periode bij OVW worstelde Cena als The Prototype en Mr. P. In die tijd staken vier toekomstige WWE Champions de neus aan het venster: Cena, Brock Lesnar, Dave Batista en Randy Orton. Cena won één keer het 'OVW Heavyweight Championship' en samen met Rico Constantino één keer het 'OVW Southern Tag Team Championship'.

### World Wrestling Entertainment (2002-heden)

#### Debuut (2002-2003)
Op 27 juni 2002 maakte Cena zijn televisiedebuut door een uitdaging van Kurt Angle te accepteren en werd verslagen door Angle. Hij gaf een speech die was geïnspireerd op een rede van Vince McMahon, de eigenaar van het bedrijf. Al snel werd Cena een face (fan favoriet). Nadat Cena op 31 oktober 2002, tijdens de Halloween-aflevering van de wekelijkse show Monday Night Raw, als een parodie op Vanilla Ice begon te rappen, steeg zijn populariteit. Cena stond voortaan bekend als "Doctor of Thuganomics", een personage door Cena gecreëerd (vrij vertaald naar het Nederlands: "gedoctoreerd als gangster"). Zijn rappende alter ego – gekleed in basketshirts, jeanshorts, pet en halskettingen – werd enorm populair.
Reeds in het voorjaar van 2003 streefde Cena het WWE Championship na. Cena provoceerde namelijk de toenmalige WWE Champion Brock Lesnar op wekelijkse basis. Tijdens hun verhaallijn onthulde Cena een nieuwe afwerkingsbeweging, de "FU" (later door Cena de "Attitude Adjustment" genoemd, een schouderworp gelijkend op Kata Guruma in het judo). De beweging wordt binnen de worstelwereld 'Fireman's carry powerslam' genaamd. Cena gebruikte de beweging om de spot te drijven met Lesnars "F-5". Vervolgens nam Cena het op tegen Lesnar bij het evenement Backlash, maar verloor. Bij het evenement Vengeance verloor Cena van The Undertaker. Eind november 2003 stond Cena Kurt Angle bij voor een wedstrijd tegen "Team Lesnar" (Lesnar, Big Show, A-Train, Nathan Jones en Matt Morgan) bij het evenement Survivor Series in de traditionele "5 tegen 5 Survivor Series Elimination Tag Team match". "Team Angle" (Angle, Cena, Chris Benoit, John "Bradshaw" Layfield en Hardcore Holly) won deze wedstrijd.

#### United States en WWE Championship (2004-2005)

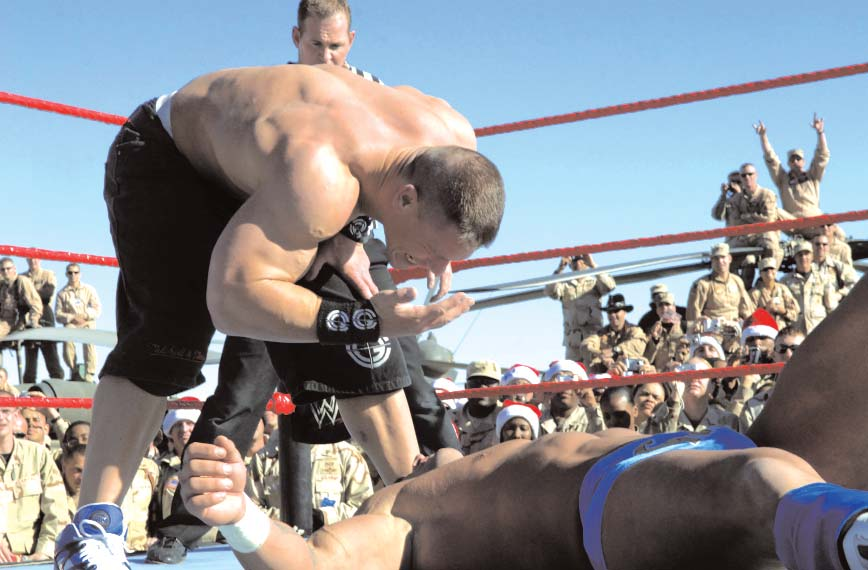
John Cena met de "You Can't See Me" en "Five Knuckle Shuffle"-beweging op Chris Masters, december 2005

In januari 2004 nam Cena voor het eerst deel aan de Royal Rumble bij het gelijknamig evenement, maar hij werd geëlimineerd door de superzwaargewicht Big Show.
De Royal Rumble veroorzaakte een verhaallijn tussen Cena en Big Show. Bij het evenement WrestleMania XX versloeg Cena Big Show en veroverde het WWE United States Championship, zijn eerste kampioenschap bij de federatie. Dit was ook zijn debuut bij WrestleMania.
Vier maanden later nam (fictief) SmackDown! General Manager Kurt Angle (destijds fictief geblesseerd) Cena de titel af, wat gebeurde op 8 juli 2004. Het kampioenschap werd beschikbaar gesteld. Cena eiste het United States Championship terug op door Booker T te verslaan bij het evenement No Mercy. Een week later moest Cena de titel afstaan aan de debuterende Carlito Caribbean Cool, waarna Cena een (kayfabe) nierblessure opliep.
Cena was op dat moment bezig met opnames draaien voor de actiefilm The Marine. De opnames voor The Marine vonden plaats in Australië, waardoor Cena even uit de programma's van de WWE moest worden geschreven. De film verscheen in oktober 2006. Na zijn terugkeer van de filmset van The Marine won Cena voor de derde keer het United States Championship door Carlito op 18 november 2004 te verslaan voor de titel. Het waren de laatste maanden van Cena als "Doctor of Thuganomics". Vanaf 2005 speelde hij een gematigde, meer kindvriendelijke versie van zijn oorspronkelijke personage. Cena introduceerde rond deze periode wat uiteindelijk mystiek door waarnemers, de fans en Cena zelf de Superman-achtige "Five Moves of Doom" werden genoemd. Dit zijn strikt genomen vijf berucht geworden bewegingen die hij uitvoerde en die zijn tegenstanders altijd fataal werden: twee Shoulder Tackles (vliegende Shoulder Blocks), een Side Slam, de befaamde "You Can't See Me"-pose met de Fist Drop "Five Knuckle Shuffle" waar later een internetmeme uit voortkwam, en ten slotte de "FU" of "Attitude Adjustment". Door de populariteit die Cena kreeg zou men bijvoorbeeld op afbeeldingen van of met Cena reageren alsof allesbehalve Cena te zien is, als verwijzing naar de "You Can't See Me"-pose die Cena uitvoert als hij de "Five Knuckle Shuffle" gaat doen. Cena zwaait daarbij met zijn hand voor zijn ogen naar een gevloerde tegenstander en voert dan de "Five Knuckle Shuffle" uit.
Cena begon het jaar 2005 met deelname aan de Royal Rumble bij het gelijknamig evenement. Cena bleef als laatste over met Batista, destijds lid van Evolution. Beiden gingen echter samen over de bovenste touwen, waardoor de Royal Rumble geen winnaar opleverde. WWE-eigenaar Vince McMahon herstartte prompt de wedstrijd, waarbij Batista de zege wegkaapte. Daarna vestigde Cena zijn aandacht op WWE Champion John "Bradshaw" Layfield (JBL). Die laatste speelde de rol van oliemagnaat, vergelijkbaar met het personage J.R. Ewing uit de televisiereeks Dallas.
Tijdens een aflevering van het opgenomen vrijdagavondprogramma SmackDown!, in het voorjaar van 2005, verloor Cena het WWE United States Championship aan Orlando Jordan, die lid was van John "Bradshaw" Layfields groep "The Cabinet". Bij het evenement WrestleMania 21 versloeg Cena JBL en veroverde het eerste WWE Championship uit zijn loopbaan. Cena droeg een gepersonaliseerde 'spinner' titelriem. Dit door Cena geïntroduceerde design bleef bestaan tot 18 februari 2013, toen The Rock een nieuw design inwijdde. JBL accepteerde zijn verlies niet en claimde het 'oude' WWE Championship (i.e. de oude titelriem en het oude design), totdat Cena op 22 mei 2005 de originele titelriem in zijn bezit kreeg, na een overwinning tegen JBL bij het evenement Judgment Day in een "I Quit" match.

#### Edge, Triple H, Shawn Michaels en blessure (2006-2007)

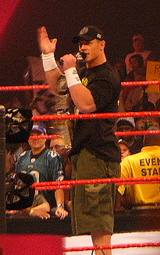
Cena in 2006

Bij het eerste evenement van het jaar 2006, New Year's Revolution begin januari 2006, verdedigde Cena met succes het WWE Championship door de Elimination Chamber match te winnen. Echter na de wedstrijd diende Edge de allereerste Money in the Bank-koffer in en kon Cena daarom uitdagen. Edge won een jaar eerder de inaugurele Money in the Bank ladder match bij het evenement WrestleMania 21, op 3 april 2005. Cena verspeelde het WWE Championship aan Edge. Drie weken later heroverde Cena de titel reeds van Edge bij het evenement Royal Rumble. Kort daarna begon Cena te bikkelen met Triple H.
Bij het evenement WrestleMania 22 legde Cena zijn uitdager Triple H over de knie en prolongeerde daarmee zijn heerschappij. Cena versloeg Triple H via submission met zijn kenmerkende manoeuvre STF, een beweging die hij overnam van de legendarische worstelaar Lou Thesz. Een maand na WrestleMania 22 plaatste hij Edge in de STF bij het evenement Backlash, waardoor hij de titelriem behield. Triple H was zijn andere uitdager. Cena werd sinds de overwinning tegen Triple H getrakteerd op negatieve reacties van het publiek. Hij zorgde voor enorme verdeeldheid met zijn Superman-achtige personage dat alles leek te overwinnen. Vanaf dat moment ontstonden spreekkoren als Let's go Cena, Cena sucks!, waarmee hij zowel werd verafgood als verguisd. Bij het evenement One Night Stand moest Cena de titel afstaan aan Rob Van Dam, meer bepaald nadat Van Dam een "Five Star Frog Splash" op hem uitvoerde en omdat Edge de wedstrijd verstoorde.
Bij het evenement Unforgiven, op 17 september 2006, won Cena een Tables, Ladders and Chairs match tegen Edge en bemachtigde voor de derde maal het WWE Championship. Op 26 november 2006, bij het evenement Survivor Series, vormde Cena een vijftal met Kane, Bobby Lashley, Rob Van Dam en Sabu. De vijf namen het op tegen een team bestaande uit Big Show, Montel Vontavious Porter, Dave Finlay, Test en Umaga. Cena won deze traditionele "5 tegen 5 Elimination Tag Team match" met zijn team.
Het jaar 2006 eindigde voor Cena met een verhaallijn naast de ongeslagen Umaga en de verhaallijn ging nog even door tot begin 2007. Cena versloeg Umaga bij het evenement Royal Rumble en bleef de WWE Champion. Eerder wist Cena Umaga te verslaan bij het evenement New Year's Revolution, gehouden op 7 januari 2007. Op 29 januari 2007, een dag na het evenement Royal Rumble, won Cena met Shawn Michaels een tag team match van Rated-RKO (Edge & Randy Orton). Ze veroverden op deze wijze het World Tag Team Championship en daarmee was Cena plots houder van twee titels. Bij het evenement WrestleMania 23, op 1 april 2007, won Cena van Shawn Michaels en wist het WWE Championship te behouden.
Op 2 april 2007, tijdens de aflevering van het wekelijkse maandagavondprogramma Raw en volgens de regels van een elimination tag team match, elimineerde Michaels – in een vlaag van frustratie – Cena en vervolgens zichzelf. Door de dubbele eliminatie veroverden hun tegenstanders The Hardy Boyz (Matt & Jeff Hardy) namelijk het World Tag Team Championship, waarmee de rivaliteit een nieuw hoogtepunt bereikte. Cena en Michaels worstelden dezelfde avond meer dan vijftig minuten (55:49); een van de meest beroemde wedstrijden in de geschiedenis van het programma Raw. Michaels won de wedstrijd.
Cena disputeerde daarna verder met Michaels, Edge en Randy Orton omtrent het WWE Championship. Cena versloeg hen alle drie bij het evenement Backlash in een "Fatal 4 Way match" waarbij hij de "FU" uitvoerde met Michaels en Edge op de schouders. Finaal kwam de imposante Indiër The Great Khali op de proppen en verklaarde dat hij als doel had om de titel te veroveren van Cena. Bij het evenement Judgment Day won Cena van Khali en werd de eerste worstelaar die Khali kon verslaan bij wijze van submission. Bij het evenement One Night Stand won Cena opnieuw van Khali.
Tijdens een aflevering van Raw op 1 oktober 2007 had Cena een wedstrijd tegen Mr. Kennedy (Ken Anderson), maar liep daarbij een blessure op ter hoogte van de borst. Een dag later stelde hij zijn titel vacant. Ondanks zijn blessure wilde hij optreden bij het evenement No Mercy, wat zijn artsen hem uiteindelijk afraadden. Orton won bij dat evenement, en bij afwezigheid van de geblesseerde Cena, het WWE Championship tegen Triple H. Hij onderging later een operatie ter hoogte van de rechterborstspier en miste als gevolg van de blessure de evenementen Survivor Series (november 2007) en Armageddon (december 2007).

#### Terugkeer en World Heavyweight Championship (2008-2009)

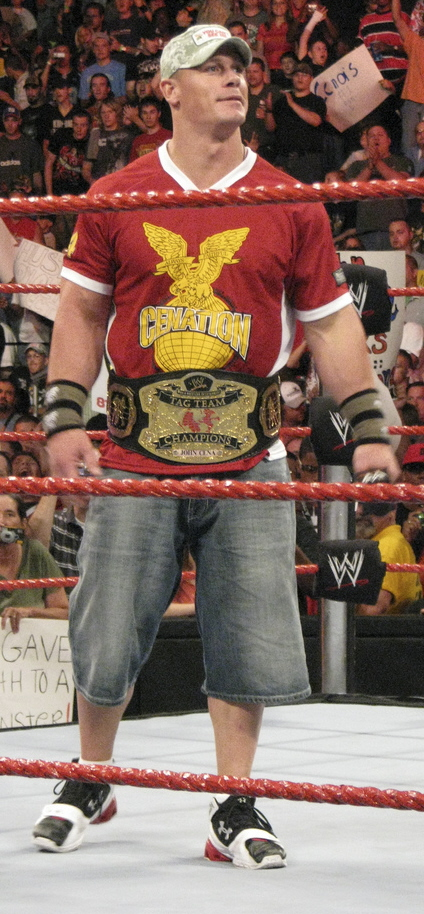
Cena als World Tag Team Champion in 2008

Na vier maanden van inactiviteit maakte Cena onverwacht zijn rentree bij het evenement Royal Rumble, als laatste deelnemer in de traditionele Royal Rumble (nummer 30). Cena elimineerde als laatste Triple H en won de Rumble. De volgende weken probeerde Cena het WWE Championship te veroveren, maar faalde. Cena verloor van WWE Champion Randy Orton bij het evenement WrestleMania XXIV, met Triple H als Ortons andere uitdager. Een maand later heroverde Triple H de titel van Orton bij het evenement Backlash in een "Fatal 4 Way match". Cena en John "Bradshaw" Layfield (JBL) waren Ortons andere uitdagers.
Tijdens een aflevering van Raw op 4 augustus 2008 worstelde Cena als partner van "The Animal" Dave Batista. Cena en Batista versloegen The Legacy (Cody Rhodes & Ted DiBiase) voor het World Tag Team Championship (zie foto). Een week later moesten de toekomstige rivalen (zie onder) het World Tag Team Championship opnieuw afstaan aan Rhodes en DiBiase. Bij het evenement SummerSlam, eind augustus 2008, verloor Cena van Batista. Tijdens deze wedstrijd liep Cena een nekblessure op. Cena onderging op 25 augustus 2008 al een operatie en was drie maanden inactief.
Eind november 2008 maakte Cena zijn wederoptreden bij het evenement Survivor Series. Cena versloeg prompt de titelhouder Chris Jericho bij dit evenement en veroverde voor het eerst in zijn loopbaan het World Heavyweight Championship. Cena werd daarop uitgedaagd voor zijn World Heavyweight Championship door zijn aartsrivaal van weleer JBL; een van diens laatste wedstrijden als professioneel worstelaar, met name bij het evenement Royal Rumble op 25 januari 2009. Cena behield de titel tegen JBL omdat Shawn Michaels, die destijds een (kayfabe) "werknemer" was van "oliemagnaat" JBL om financieel de eindjes aan elkaar te kunnen knopen, zijn "Sweet Chin Music"-trap uitvoerde op JBL.
Shawn Michaels vond dat JBL hem onrechtvaardig behandelde, waardoor Michaels Cena een handje kwam toesteken bij het evenement Royal Rumble. Cena profiteerde optimaal en bleef World Heavyweight Champion, waarna JBL en Michaels medio februari 2009 een wedstrijd tegen elkaar worstelden bij het evenement No Way Out (met Michaels als winnaar).
Cena verdedigde op 17 februari 2009 het World Heavyweight Championship bij het evenement No Way Out in een Elimination Chamber match tegen Chris Jericho, Kane, Mike Knox, Rey Mysterio en Kofi Kingston, die op het laatste nippertje op brutale wijze vervangen werd door Edge. Edge viel Kingston aan toen die naar de ring annex de "Elimination Chamber" wandelde en voegde zichzelf toe aan de wedstrijd. Cena werd als derde uit de "Elimination Chamber match" geëlimineerd nadat hij met een opeenvolging van afwerkingsbewegingen werd bestookt: Jericho's "Codebreaker", Mysterio's "619" en Edge's "Spear". Uiteindelijk werd de wedstrijd gewonnen door de als bij verrassing deelnemende Edge, die het World Heavyweight Championship overnam van Cena. Edge had eerder op de avond het WWE Championship verloren in een andere "Elimination Chamber match" (Triple H werd WWE Champion).
Cena kreeg begin april 2009 de mogelijkheid om het World Heavyweight Championship te heroveren bij het evenement WrestleMania XXV in een driegevecht (jargon: triple threat) tegen de titelverdediger Edge en Big Show, waarbij Cena victorie kraaide. Bij het evenement Backlash, destijds de laatste editie van Backlash tot de herlancering van dit evenement in 2016, verloor Cena een "Last Man Standing match" als de titelverdediger van het World Heavyweight Championship tegen zijn uitdager Edge, wat gebeurde ter hoogte van het podium (NB: eerste worstelaar die niet binnen tien seconden opstaat, verliest de wedstrijd). Cena moest de titel afstaan aan Edge. Het verlies was te wijten aan een optreden van de Big Show. Big Show gooide Cena door een spotlamp heen. De spotlamp vatte hierdoor vuur; Cena moest worden geblust en vervolgens bevrijd. Cena kreeg het navenant aan de stok met Show en won bij de evenementen Judgment Day (laatste editie) als Extreme Rules (eerste editie) van Show.

#### Vete met Randy Orton en Batista (2009-2010)
Op 26 juli 2009 verloor Cena een "Triple Threat match" voor het WWE Championship tegen WWE Champion Randy Orton en diens andere uitdager Triple H, wat gebeurde bij het evenement Night of Champions. Ortons groep The Legacy (Cody Rhodes en Ted DiBiase) viel Cena en Triple H aan en Orton bleef daardoor de WWE Champion. Dit was het beginpunt van een verhaallijn waarbij Triple H enerzijds op voet van oorlog leefde met Ortons "Legacy" en Cena met Orton zelf, waarbij Cena en Orton voortdurend elkaar afwisselden als WWE Champion. Op 23 augustus 2009 behield Orton het WWE Championship tegen Cena bij het evenement SummerSlam, nadat de wedstrijd meermaals kayfabe werd herstart. Op 13 september 2009 won Cena een "I Quit" match tegen Orton bij het éénmalig gehouden evenement Breaking Point, waardoor Cena het WWE Championship overnam van Orton.
Bij het inaugurele evenement Hell in a Cell, op 4 oktober 2009, werd Cena verslagen door Orton in een Hell in a Cell match, waardoor Cena de titelriem verloor. Op 25 oktober 2009 versloeg Cena Orton in een Iron Man match bij het evenement Bragging Rights, waardoor hij de titel heroverde. Op 22 november 2009 verdedigde Cena met succes het WWE Championship tegen Triple H en Shawn Michaels bij het evenement Survivor Series. In december 2009, bij het inaugurele evenement Tables, Ladders and Chairs, verloor Cena een zogeheten "Tables match" van Sheamus. Sheamus werd de eerste Ierse houder van het WWE Championship.
Op 21 februari 2010, bij het inaugurele evenement Elimination Chamber, heroverde Cena het WWE Championship door een gelijknamige wedstrijd te winnen van de titelverdediger Sheamus en vier andere uitdagers; Triple H, Randy Orton, Ted DiBiase en Kofi Kingston. Een evenement dat ook wel bekend staat als het einde van "The Legacy", de groep van Randy Orton die Rhodes en DiBiase moest piloteren tot sterren binnen de WWE. DiBiase keerde zich tijdens deze door Cena gewonnen wedstrijd tegen Orton. Orton werd met name verraden door DiBiase en werd vervolgens door DiBiase uit de "Elimination Chamber match" geëlimineerd, waarna Cena als Ortons rivaal het WWE Championship won.
Echter, onmiddellijk na de "Elimination Chamber match" verscheen WWE-eigenaar en voorzitter Vince McMahon en deelde mee dat Cena per direct zijn WWE Championship moest verdedigen tegen "The Animal" Dave Batista "om zich te bewijzen als kampioen [tegen een te duchten tegenstander als Batista]". Batista was feitelijk een bondgenoot van McMahon tijdens een verhaallijn tegen Bret Hart, maar Cena verdedigde Hart. Cena verloor al na 32 seconden van Batista, resulterend in de kortste regeerperiode in de geschiedenis.
Tijdens een aflevering van Monday Night Raw vroeg Cena een herkansing aan bij het evenement WrestleMania XXVI. Cena en Batista hadden later een wedstrijd tegen elkaar tijdens het programma Raw, waarbij Batista diskwalificeerde zichzelf toen hij Cena een trap verkocht in de edele delen (NB: low blow). Cena heroverde het WWE Championship van Batista bij WrestleMania. Bij het evenement Over the Limit won Cena een "I Quit" match tegen Batista.

#### The Nexus (2010-2011)

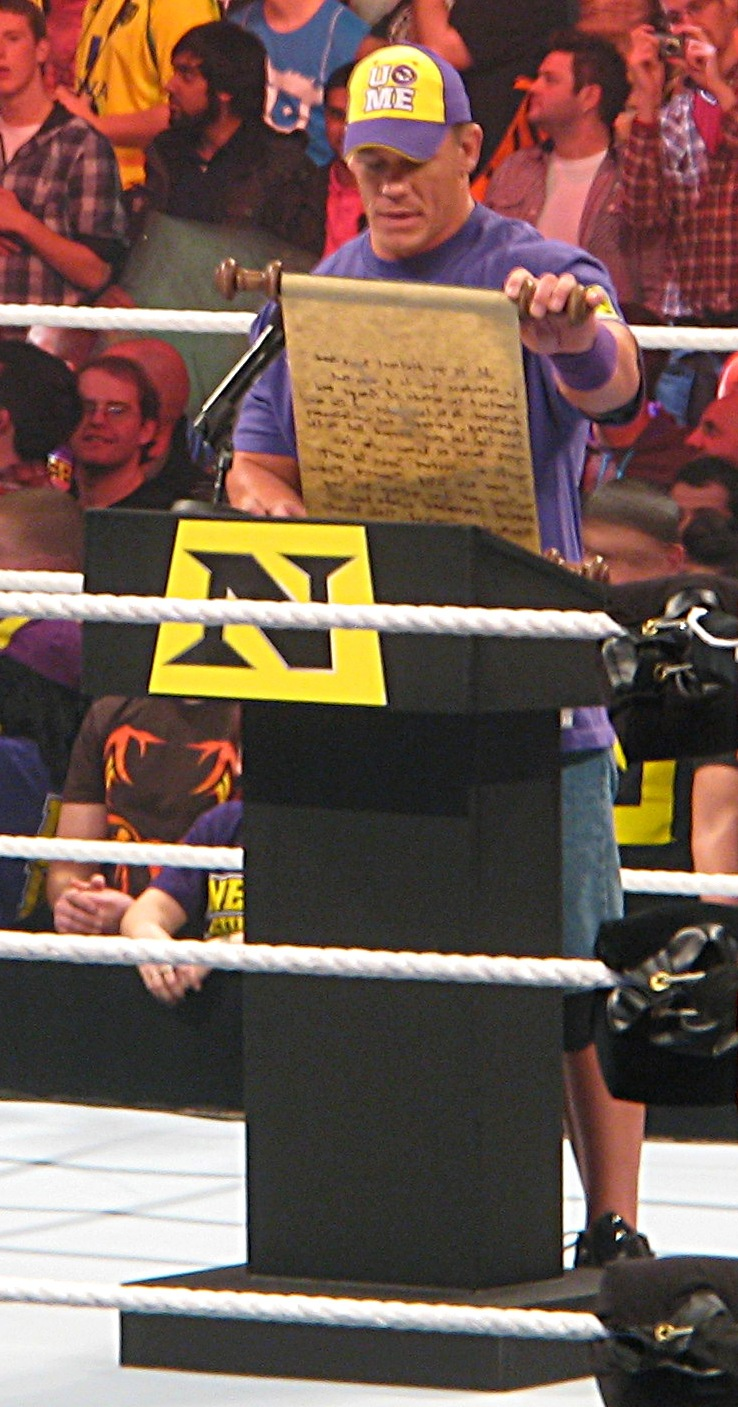
Cena werd als "The Nexus"-lid door Wade Barrett geforceerd om een rol te spelen tegen het publiek in 2010.

Tijdens een aflevering van Raw op 7 juni 2010 werd Cena samen met CM Punk, diens volgeling Luke Gallows (Straight Edge Society) en andere lieden die aanwezig waren rondom de ring, aangevallen door acht voormalige deelnemers van het eerste seizoen van WWE NXT. Ze noemden zich "The Nexus". Wade Barrett was de leider. Bij het éénmalig georganiseerde evenement Fatal 4-Way, op 20 juni 2010, moest Cena het WWE Championship verdedigen tegen Edge, Randy Orton en Sheamus in een "Fatal 4 Way match", waarbij Sheamus zegevierde. Een maand later, bij het evenement Money in the Bank, probeerde hij de titel te heroveren van Sheamus in een steel cage match, maar faalde doordat "The Nexus" zich roerde. Later vormde hij onder de noemer "Team WWE" een alliantie met Edge, Chris Jericho, John Morrison, R-Truth, Daniel Bryan en Bret Hart voor een wedstrijd tegen de "Nexus" bij het evenement SummerSlam in augustus 2010. Zijn team versloeg "The Nexus".
Cena werd door "The Nexus"-leider Wade Barrett uitgedaagd tot een wedstrijd bij het evenement Hell in a Cell. Cena werd verslagen door toedoen van twee fans, die later geïdentificeerd werden als Husky Harris (later "Bray Wyatt" en "The Fiend") en Michael McGillicutty (later "Curtis Axel"). Zodoende werd Cena gedwongen om lid te worden van "The Nexus". Cena koesterde plannen om "The Nexus" definitief te vernietigen, maar in plaats daarvan werd hij aangezet tot het opvolgen van Barretts orders.
Bij het evenement Bragging Rights veroverden Cena en David Otunga het WWE Tag Team Championship tegen Drew McIntyre en "Dashing" Cody Rhodes. Een dag later moesten Cena en Otunga hun WWE Tag Team Championship op bevel van Barrett doorgeven aan "The Nexus"-leden Heath Slater en Justin Gabriel (samen bekend als "The Corre"). Cena werd door "The Nexus" gechanteerd opdat hij hen succes zou opleveren, in de mate dat hij zelfs dreigde ontslagen te worden indien hij niet wilde meewerken aan hun plannen. Barrett kreeg Cena zover dat hij gastscheidsrechter moest spelen voor zijn wedstrijd tegen Randy Orton bij het evenement Survivor Series, op 22 november 2010.
An sich speelde Cena tijdens deze verhaallijn tegen zijn eigen wil een rol tegen het publiek (jargon: "heel" of "slechterik"), iets wat hij voordien in feite nog nooit had gedaan; Cena was altijd een "face" geweest (een "good guy" of protagonist). Wade Barrett, een Britse worstelaar die door het bestaan van "The Nexus" uitgroeide tot een van de populairste "heels" van dat moment, peperde Cena vooraf reeds in dat indien hij [Barrett] bij het evenement Survivor Series op enigerlei wijze Ortons WWE Championship niet zou winnen, hij [Barrett] er voor zou zorgen dat Cena (kayfabe) werd ontslagen. Orton behield bij het evenement de titel omdat "The Nexus" de wedstrijd verstoorde (lees: Cena naar de uitgang verwijzen was de "Nexus" meer waard dan het winnen van het WWE Championship). Cena werd door de bij het evenement Survivor Series gecreëerde toestanden opnieuw een "face", wat de WWE weer kritiek opleverde. Orton behield het WWE Championship wegens diskwalificatie, een regel die stelt dat een titel niet van houder mag veranderen. Orton kon, ondanks het behouden van het WWE Championship, niet lachen met het schouwspel tussen Cena en Barrett en deelde zijn afwerkingsbeweging "RKO" uit aan zowel Barrett als Cena. Het fictieve lot van Cena was evenwel bezegeld. Cena gaf zowaar een afscheidsspeech en was later ook te zien als toeschouwer. Op 29 november 2010, tijdens een aflevering van Raw, viel hij Barrett aan backstage. Cena worstelde tegen Barrett in een "Chairs match" bij het evenement Tables, Ladders and Chairs. Cena won deze wedstrijd.
Tijdens een aflevering van Raw op 27 december 2010 kondigden de "(New) Nexus"-leden, voortaan zonder de als leider afgezette Wade Barrett (die mocht ophoepelen van de groep), hun nieuwe leider aan. Dit bleek CM Punk te zijn, de voormalige leider van de worstelgroep Straight Edge Society (SES), en een iconische verhaallijn aan de zijde van CM Punk zou hieruit voortvloeien. Tijdens een aflevering van Raw op 17 januari 2011 keerde Cena terug en daagde WWE Champion The Miz en CM Punk uit. Cena werd echter aangevallen door Mason Ryan, die eerder door CM Punk werd gerekruteerd voor de "(New) Nexus". Eind januari 2011 was Cena te zien bij het evenement Royal Rumble, als zesendertigste deelnemer aan de traditionele Royal Rumble met uitzonderlijk 39 anderen (NB: normaliter dertig deelnemers, in 2011 veertig). Cena werd geëlimineerd uit de Rumble door WWE Champion The Miz, met wie hij in een nieuwe verhaallijn zou belanden. De Royal Rumble werd gewonnen door zijn toekomstige Mexicaanse rivaal Alberto Del Rio. Cena elimineerde bij de Rumble de meeste "(New) Nexus"-leden, waardoor de verhaallijn tussen Cena en de "(New) Nexus" ten einde was.

#### "The Summer of Punk" en vete met The Rock (2011-2012)

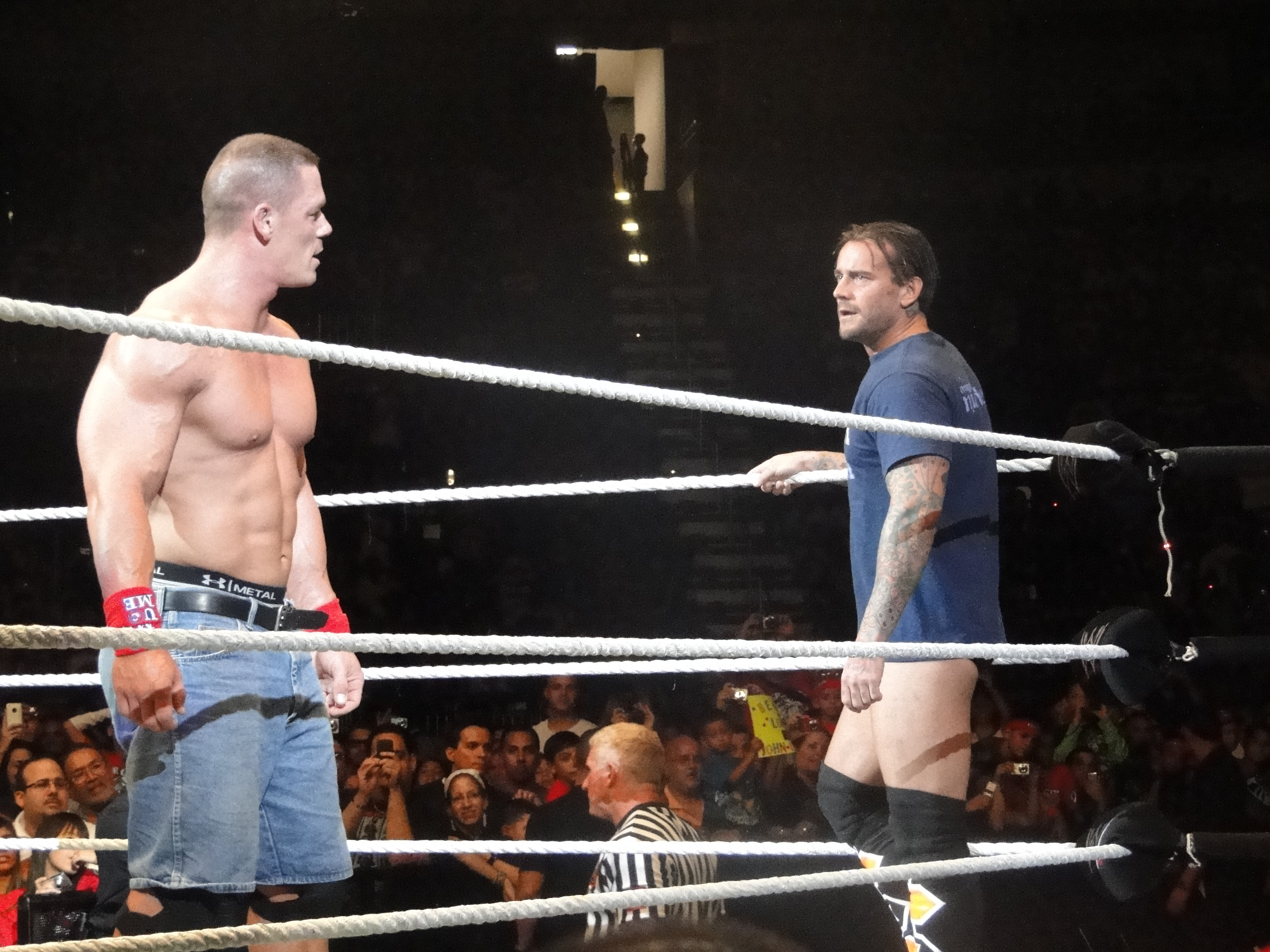
De verhaallijn tussen Cena en CM Punk uit 2011, ook wel bijgenaamd "The Summer of Punk", werd iconisch

Bij het evenement Elimination Chamber, in februari 2011, won Cena de gelijknamige wedstrijd en verwierf een kans op een titelwedstrijd tegen WWE Champion The Miz bij het evenement WrestleMania XXVII. Tijdens een aflevering van Raw op 21 februari 2011 antwoordde Cena op vernederende woorden van Dwayne "The Rock" Johnson, de gastheer van WrestleMania XXVII. The Rock vergeleek Cena met "Fruity Pebbles", een merk van meerkleurige cornflakes, omdat Cena steeds kleurrijke T-shirts en dito petten droeg. Cena en The Miz wonnen samen het WWE Tag Team Championship door The Corre (Heath Slater & Justin Gabriel) te verslaan. Slater en Gabriel wilden een herkansing en Cena en Miz verloren de riemen aan "The Corre". Bij WrestleMania leverde de wedstrijd tussen Cena en Miz aanvankelijk geen winnaar op. The Rock herstartte de wedstrijd, waarna The Miz won. Cena en The Rock besloten dan tegen elkaar te worstelen bij de volgende editie van WrestleMania; het evenement WrestleMania XXVIII. Cena versloeg The Miz en John Morrison bij het evenement Extreme Rules in een steel cage match en veroverde zijn achtste WWE Championship.
Cena verdedigde het WWE Championship daarna tegen CM Punk, die op dat moment een verhaallijn had naast WWE-eigenaar en voorzitter Vince McMahon over zijn WWE-contract. Het voorjaar van 2011 betekende het begin van de "Summer of Punk", de hoogtijdagen van CM Punk bij WWE. Cena kreeg de lof dat hij aan de situatie meewerkte. Cena worstelde tegen Punk voor het WWE Championship bij het evenement Money in the Bank op 17 juli 2011, een klassieker tussen Cena en Punk. De wedstrijd kreeg een beoordeling van vijf sterren op vijf vanwege het magazine Wrestling Observer Newsletter van de professioneelworsteljournalist Dave Meltzer. Punk veroverde het WWE Championship van Cena en verliet (fictief) het bedrijf omdat de onderhandelingen (fictief) op niks uitdraaiden en zijn WWE-contract dus afliep, waardoor het programma Raw niet langer een WWE Champion had. McMahon ontsloeg Cena. De woedende Triple H, de fictieve COO (Chief Operating Officer) van WWE, draaide die beslissing terug en onthief zijn (echte) schoonvader McMahon van zijn functie als showrunner van het programma Monday Night Raw. Het (kayfabe) vertrek van Punk bracht een paleisrevolutie teweeg. Triple H werd de nieuwe CEO en had voortaan de touwtjes in handen bij Raw.
Tijdens een aflevering van Raw op 25 juli 2011 keerde Cena terug en versloeg kampioen Rey Mysterio om het WWE Championship, dat hij voor de negende keer veroverde, een record (NB: World Heavyweight Championship niet meegerekend). Na de wedstrijd keerde CM Punk terug naar de WWE met zijn WWE Championship (NB: de 'echte' titelriem). Punk en Cena werden allebei erkend als kampioen. Triple H organiseerde een wedstrijd tussen Punk en Cena bij het evenement SummerSlam op 14 augustus 2011. Cena werd verslagen door Punk en Punk werd de "officiële WWE Champion". Echter, na de wedstrijd kwam Alberto Del Rio naar de ring en leverde zijn Money in the Bank-koffer in. Del Rio versloeg Punk en bemachtigde het WWE Championship. Bij het evenement Night of Champions versloeg hij Del Rio en won voor de tiende keer het WWE Championship; Cena verbeterde zijn eigen record. Cena verdedigde het WWE Championship op 2 oktober 2011, bij het evenement Hell in a Cell in een unieke triple threat Hell in a Cell match tegen Punk en Del Rio. Hij werd op een sluwe manier door Del Rio om de tuin geleid. Del Rio had Cena met name buitengesloten. Del Rio versloeg daarna Punk en Triple H, The Miz en R-Truth ("Awesome Truth") zetten achteraf de boel op stelten en werden (kayfabe) gearresteerd door de autoriteiten.
Tijdens een aflevering van Raw op 12 december 2011, in een wedstrijd tegen Mark Henry, werd Cena aangevallen door een wederoptredende Kane en dat leidde tot een vete tussen hen. Tijdens de daaropvolgende afleveringen van Raw werden Cena en Zack Ryder aanhoudend aangevallen door Kane. Het kwam tot een wedstrijd tussen Cena en Kane bij het evenement Royal Rumble op 29 januari 2012, die met een double count-out eindigde omdat Cena en Kane naast de ring bleven vechten. Een dag na het evenement Royal Rumble, claimde Kane dat "hem haten" de enige weg was om The Rock te verslaan bij het evenement WrestleMania XXVIII. Bij het evenement Elimination Chamber, op 19 februari 2012, won Cena ter afsluiting van de opbouw naar WrestleMania een zogenaamde "Ambulance match" tegen Kane. Daarna begon Cena zich klaar te stomen voor zijn door fans en waarnemers geanticipeerde wedstrijd tegen The Rock bij het evenement WrestleMania XXVIII. Cena verloor echter van The Rock na een jaar van hoogspanning en hype.

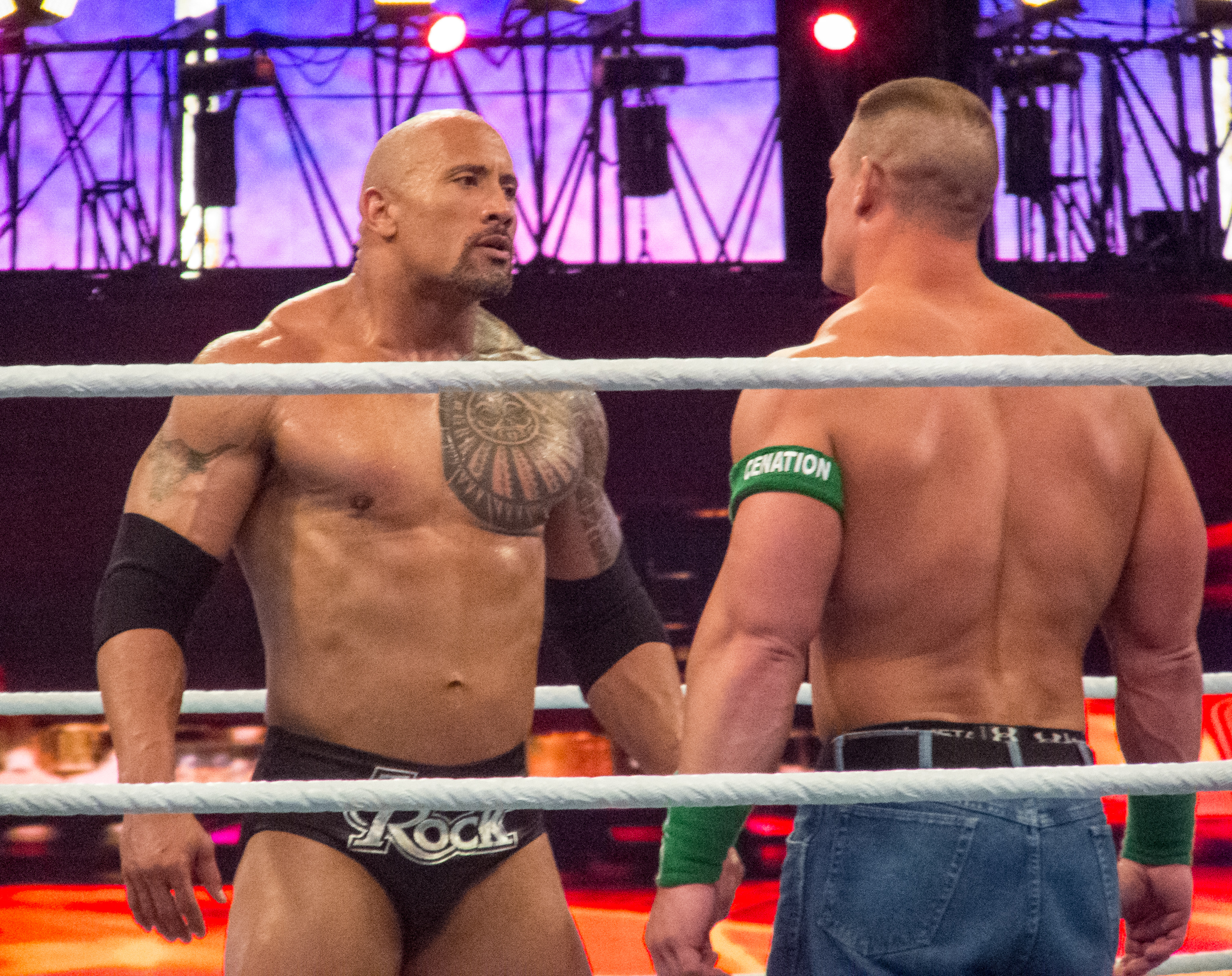
The Rock en John Cena bij het evenement WrestleMania XXVIII

Op 2 april 2012, een dag na het evenement WrestleMania XXVIII, aanvaardde Cena het verlies tegen The Rock. Cena noemde The Rock een van de grootste worstelaars aller tijden en verzocht The Rock naar de ring te komen als een vorm van dankbaarheid. Cena's oproep werd echter beantwoord door Brock Lesnar, die na acht jaar afwezigheid terugkeerde naar de WWE en hem aanviel met zijn afwerkingsbeweging "F-5". Eind april 2012 ondertekenden Cena en Lesnar een contract voor een confrontatie bij het evenement Extreme Rules. Cena versloeg Lesnar daarbij in een Extreme Rules match op 1 mei 2012. John Laurinaitis, die Triple H in oktober 2011 had opgevolgd als General Manager van Raw, was zijn tegenstander bij het evenement Over the Limit op 20 mei 2012. Cena verloor omdat Big Show de wedstrijd verstoorde. Later kondigde Laurinaitis aan dat Cena het zou moeten opnemen tegen Big Show, die Laurinaitis vertegenwoordigde, bij het evenement No Way Out op 17 juni 2012 met als voorwaarde dat Cena of Laurinaitis ontslagen kon worden. Cena versloeg Big Show in een steel cage match, waarna Vince McMahon naar de ring kwam en Laurinaitis ontsloeg.

#### Money in the Bank en Royal Rumble-winnaar (2012-2013)
Tijdens een aflevering van Raw op 25 juni 2012 kondigde Cena aan dat hij zou deelnemen aan de Money in the Bank ladder match bij het gelijknamige evenement. Bij het evenement hield Cena woord en won de Money in the Bank-koffer. Op 23 juli 2012, tijdens de special Raw 1000, leverde Cena zijn koffer in voor een titelwedstrijd tegen WWE Champion CM Punk. Uiteindelijk won Cena de wedstrijd met een diskwalificatie nadat Big Show de wedstrijd verstoorde, waardoor Punk de titel behield. Show had Cena de week ervoor al "verwittigd" toen Cena de "cash-in" op voorhand met bravoure aankondigde (met Punk in de ring). Cena was de eerste worstelaar die er niet in slaagde het Money in the Bank-voordeel te benutten. Damien Sandow trad een jaar later al in Cena's voetsporen, ironisch genoeg tegen Cena die de titel had gewonnen bij het evenement WrestleMania 29 (tegen The Rock, zie onder). Onmiddellijk na de gefaalde Money in the Bank-"cash in" van Cena tijdens Raw 1000 bleef Show hem aanvallen totdat The Rock plotseling terugkeerde om Cena uit de nood te helpen. The Rock werd op zijn beurt aangevallen door Punk, wat een verhaallijn tussen beide heren tot stand zou brengen.
"Raw General Manager" AJ Lee organiseerde een titelwedstrijd tussen Cena, de Big Show en WWE Champion CM Punk. De wedstrijd ging door bij het evenement SummerSlam op 19 augustus 2012, en werd door Punk gewonnen. Bij het evenement Night of Champions eindigde een wedstrijd tussen Cena en Punk in een gelijkspel (NB: no contest), zodat Punk nog steeds autoritair kampioen bleef. Eind september 2012 raakte bekend dat Cena vier tot zes weken aan de kant stond met een elleboogblessure. Tijdens zijn afwezigheid nam Ryback zijn plaats in voor een titelwedstrijd tegen Punk bij het evenement Hell in a Cell, waar Punk op controversiële wijze een Hell in a Cell match won (scheidsrechter Brad Maddox werd fictief omgekocht door Punk).

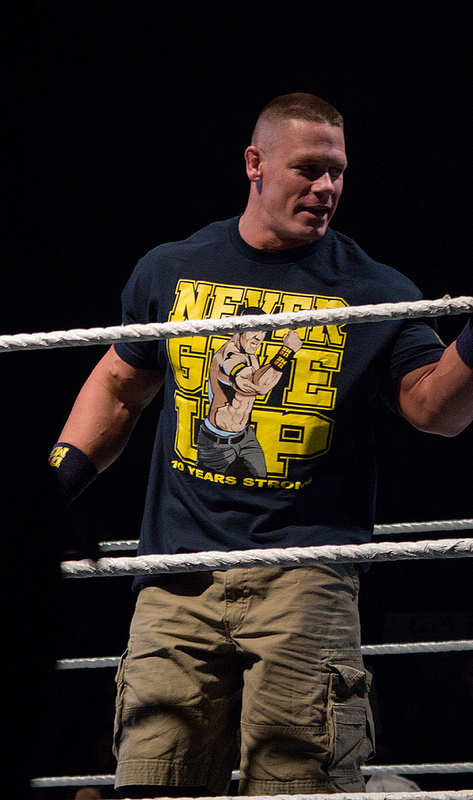
John Cena in 2013

In het najaar van 2012 had Cena een liefdesaffaire met AJ Lee. Dit was medio december 2012 de aanleiding voor een verhaallijn tussen Cena en Dolph Ziggler en leidde onder meer tot een ladder match bij het evenement Tables, Ladders and Chairs. Ziggler won daarbij, waarna uitlekte dat AJ hem al de hele tijd bedroog met Ziggler. Tijdens een aflevering van Raw op 14 januari 2013 versloeg Cena Ziggler in een steel cage match. Cena won op 27 januari 2013 zijn tweede Royal Rumble bij het gelijknamig evenement nadat hij Ryback als laatste elimineerde. Cena verkondigde dat hij streefde naar een kans op het WWE Championship, maar Cena werd plotseling aangevallen door de worstelgroep The Shield (Dean Ambrose, Roman Reigns en Seth Rollins). The Shield kostte hem eerder het WWE Championship bij hun debuut bij het evenement Survivor Series op 18 november 2012. Cena worstelde die avond tegen Ryback en titelverdediger Punk voor het WWE Championship. Cena wilde wraak nemen tegen "The Shield" en kreeg de hulp van Sheamus en Ryback. Cena, Sheamus en Ryback worstelden op 17 februari 2013 samen tegen "The Shield"  in een 6-man tag team match bij het evenement Elimination Chamber, maar ze verloren.
Tijdens een aflevering van Raw op 25 februari 2013 verschalkte Cena zijn rivaal CM Punk, een klassieker. The Rock had op 27 januari 2013, bij het evenement Royal Rumble, het WWE Championship overgenomen van Punk. Punk verloor die avond na 434 dagen de titelriem. Cena daagde toen The Rock uit voor het WWE Championship bij het evenement WrestleMania 29 op 7 april 2013, maar waarnemers vonden dat de wedstrijd het evenement niet hoorde af te sluiten (NB: main event van WrestleMania 29) ten koste van bijvoorbeeld de wedstrijd tussen CM Punk en The Undertaker (omtrent The Streak van The Undertaker). De titelwedstrijd tussen Cena en The Rock zou dat echter wel doen en de destijds enorm populaire Punk zou allesbehalve blij zijn geweest met zijn status bij het evenement.
Cena nam revanche tegen The Rock, een heruitgave van de vorige editie van WrestleMania, en veroverde zijn elfde WWE Championship. The Rock verdween daarop uit de WWE en focuste terug op zijn acteercarrière in Hollywood. Cena bleef vier maanden titelhouder en verloor de titelriem aan Daniel Bryan bij het evenement SummerSlam op 18 augustus 2013. Triple H, die gastscheidsrechter was, viel echter verrassend Bryan aan en Randy Orton diende de Money in the Bank-koffer in tegen de hulpeloze Bryan. Orton was de nieuwe WWE Champion. Dit was het begin van de verhaallijn tussen Triple H en Daniel Bryan ("The Authority" tegen Bryan en zijn "Yes movement") Vooraleer hij bij het evenement SummerSlam de hoofdrol speelde tegen Bryan, raakte Cena geblesseerd aan de elleboog. Desondanks worstelde Cena tegen Bryan bij het evenement. Cena zou vier tot zes maanden buiten strijd zijn doch uiteindelijk bleef het bij twee maanden inactiviteit.

#### World Heavyweight en United States Championship (2013-2016)

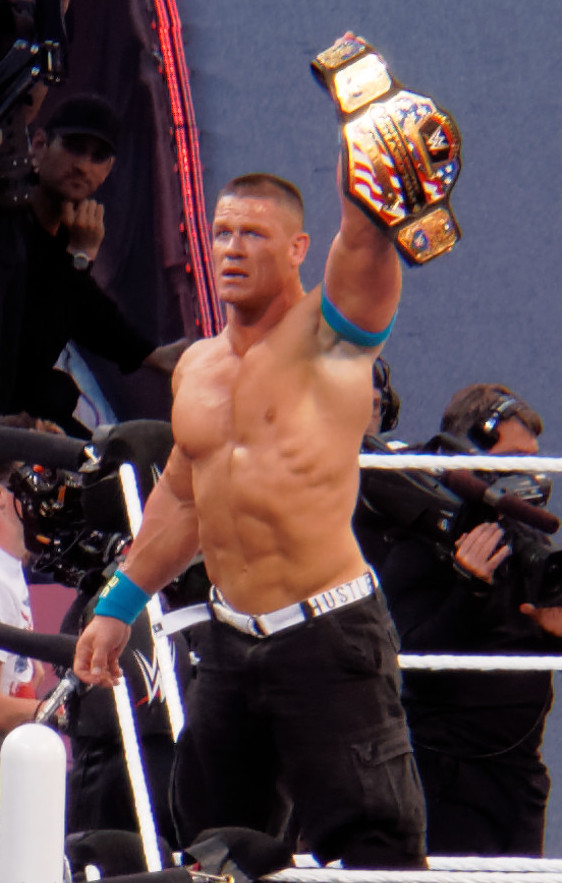
John Cena na het behalen van het United States Championship bij het evenement WrestleMania 31 op 29 maart 2015

Cena keerde terug uit blessure bij het evenement Hell in a Cell op 27 oktober 2013 en veroverde het World Heavyweight Championship door de titelverdediger Alberto Del Rio te verslaan. Bij het evenement Tables, Ladders and Chairs moest Cena na een verloren Tables, Ladders and Chairs match de gouden riem doorgeven aan Randy Orton. Cena was de allerlaatste houder van de gouden titelriem, het World Heavyweight Championship, die bij dit evenement werd samengevoegd met het WWE Championship. Orton kreeg de eer. Op 6 april 2014 versloeg hij Bray Wyatt bij het evenement WrestleMania XXX, een klassieker volgens waarnemers. Cena veroverde op 29 juni 2014 het vacante WWE Championship en World Heavyweight Championship (beide riemen) en dat gecombineerd voor de vijftiende maal, na winst in een reguliere ladder match bij het evenement Money in the Bank (NB: geen Money in the Bank ladder match). Als vijftienvoudig WWE World Heavyweight Champion was Cena nog een zege verwijderd van het record van Ric Flair.
Op 17 augustus 2014 verloor Cena de titel aan leeftijdsgenoot Brock Lesnar bij het evenement SummerSlam. Op 26 oktober 2014 worstelde Cena een Hell in a Cell match tegen zijn rivaal van weleer, zijn tijd- en generatiegenoot Randy Orton bij het evenement Hell in a Cell; de laatste pay-per-viewwedstrijd tussen Cena en Orton. Cena won de wedstrijd en werd de uitdager van kampioen Brock Lesnar. Cena was op 23 november 2014 de kapitein van "Team Cena" bij het evenement Survivor Series en worstelde tegen "Team Authority" (Seth Rollins en co namens de COO van WWE, Triple H) in een "5 tegen 5 Elimination Tag Team match". Cena wilde het fictieve bedrijfsimperium van Triple H beëindigen. Cena werd echter verraden door zijn bondgenoot Big Show en geëlimineerd. "Team Cena" won de wedstrijd met dank aan Dolph Ziggler en voormalig World Championship Wrestling-worstelaar Sting, die zijn debuut maakte voor WWE.
Ter afsluiting van het jaar 2014 won Cena een "Tables match" tegen de toenmalige Money in the Bank-houder Seth Rollins bij het evenement Tables, Ladders and Chairs op 14 december, om de uitdager van Brock Lesnar aan te duiden. Rollins won de "Money in the Bank ladder match" de dag waarop Cena het WWE Championship voor de vijftiende maal won. Op 24 januari 2015 worstelde Cena een "Triple Threat match" bij het evenement Royal Rumble, met Rollins desondanks als tweede uitdager van Lesnar. Cena verloor en Rollins won evenmin. De wedstrijd geniet een populaire status. Daarna was Cena vijf maanden lang WWE United States Champion; Cena versloeg de Bulgaarse worstelaar Rusev bij het evenement WrestleMania 31 op 29 maart 2015. Bij het evenement Extreme Rules versloeg hij Rusev opnieuw en behield het United States Championship. Op 31 mei 2015 leverde Cena volgens waarnemers opnieuw een klassieker af: bij het evenement Elimination Chamber werd Cena verslagen door Kevin Owens, die zijn debuut maakte en die finaal zou uitgroeien tot een van de populairste worstelaars van de WWE. Het United States Championship verdedigde Cena daarbij evenwel niet. Twee weken later, op 14 juni 2015, stond de titel wel op het spel en Cena versloeg Owens bij het evenement Money in the Bank. Op 19 juli 2015 verschalkte hij Owens opnieuw voor het WWE United States Championship bij het evenement Battleground.
Op 23 augustus 2015 worstelde Cena als de WWE United States Champion tegen WWE World Heavyweight Champion Seth Rollins bij het evenement SummerSlam. Rollins werd eind maart 2015 als Money in the Bank-houder kampioen bij het evenement WrestleMania 31, waar hij de Money in the Bank-koffer succesvol indiende tegen Brock Lesnar en Roman Reigns. Beide titels werden bij het evenement SummerSlam verdedigd, maar Cena verloor. De talkshowpresentator Jon Stewart, gastheer van het evenement, sloeg Cena onverwacht met een klapstoel, maar de scheidsrechter merkte dit niet op. Zijn concurrent Rollins ging er met de twee titels vandoor. Op 24 augustus 2015, de dag na het evenement SummerSlam, vond een confrontatie plaats tussen Cena en Stewart, die bij het evenement vooraf aan de kant van Cena stond omdat Rollins reeds medio februari 2015 de talkshow van Stewart, The Daily Show, interrumpeerde om Stewart belachelijk te maken. Ook Ric Flair was aanwezig, die net als Cena zestien keer WWE World Heavyweight Champion werd. Cena kon dit record destijds al evenaren indien hij van Rollins had gewonnen. Dat gebeurde niet. Flair nam het op voor Cena. Cena nam op 20 september 2015 weerwraak bij het evenement Night of Champions; een heruitgave van de "Winner Takes (it) All match" bij het evenement SummerSlam waarin hij het WWE United States Championship heroverde van Rollins.
Cena verloor het United States Championship aan de als bij verrassing naar de WWE teruggekeerde Alberto Del Rio bij het evenement Hell in a Cell op 25 oktober 2015. Daarop verdween Cena van het scherm wegens een schouderblessure die hem vervolgens maandenlang parten zou spelen. Op 7 januari 2016 werd Cena geopereerd aan de schouder en op 8 maart 2016 liet Cena weten dat hij door de schouderblessure niet zou optreden bij het evenement WrestleMania 32. De hersteltijd was lang, maar Cena was in de zomer van 2016 weer helemaal terug. Bij het evenement SummerSlam, op 21 augustus 2016, worstelde Cena tegen A.J. Styles, maar verloor. Hun technisch vernuftige wedstrijd werd door waarnemers bedolven onder lovende kritiek.

#### Vete met AJ Styles en record WWE World Heavyweight Championship (2017)
Cena veroverde op 29 januari 2017 dan toch voor de zestiende keer het WWE World Heavyweight Championship, tegen titelverdediger A.J. Styles bij het evenement Royal Rumble. Volgens waarnemers leverden Cena en Styles opnieuw "nagenoeg" een "vijf sterren-wedstrijd" af. Styles noemde het  de "beste wedstrijd uit mijn loopbaan". Cena hees zich op gelijke hoogte van de recordhouder Ric Flair wat betreft gewonnen WWE Championships. Op 12 februari 2017 verloor Cena het WWE Championship aan Bray Wyatt in een Elimination Chamber match bij het gelijknamig evenement. Tijdens de daaropvolgende aflevering van Tuesday Night Smackdown! Live op 14 februari 2017 werd een "Triple Threat match" georganiseerd tussen Cena, titelverdediger Wyatt en A.J. Styles. Cena kreeg de kans om voor de zeventiende keer het WWE Championship op zijn naam te schrijven. Echter, Cena faalde want Bray Wyatt verdedigde met succes de titel. Samen met zijn (werkelijke) verloofde Nikki Bella versloeg Cena The Miz en Maryse Ouellet bij het evenement WrestleMania 33. Na de wedstrijd vroeg hij Nicole Garcia (Nikki Bella) op het scherm ten huwelijk.
Op 1 augustus 2017 nam Cena het op tegen de Japanse worstelaar Shinsuke Nakamura, met name tijdens een aflevering van SmackDown! Live. Nakamura was een freefighter en kooivechter die een paar weken eerder pas zijn WWE-contract had getekend. Cena respecteerde Nakamura, die won en Cena de hand schudde. Door de nederlaag misliep Cena de kans op het WWE Championship van Jinder Mahal, en een zeventiende WWE Championship, bij het evenement SummerSlam. Nadat Cena Nakamura hielp, en niet Baron Corbin maar wel Nakamura de uitdager voor het WWE Championship bleef, ontstond een verhaallijn tussen Cena en Corbin.  Het mondde uit in een confrontatie bij het evenement SummerSlam, waar Cena het haalde van Corbin.

#### Vete met Roman Reigns en parttime (2017-heden)

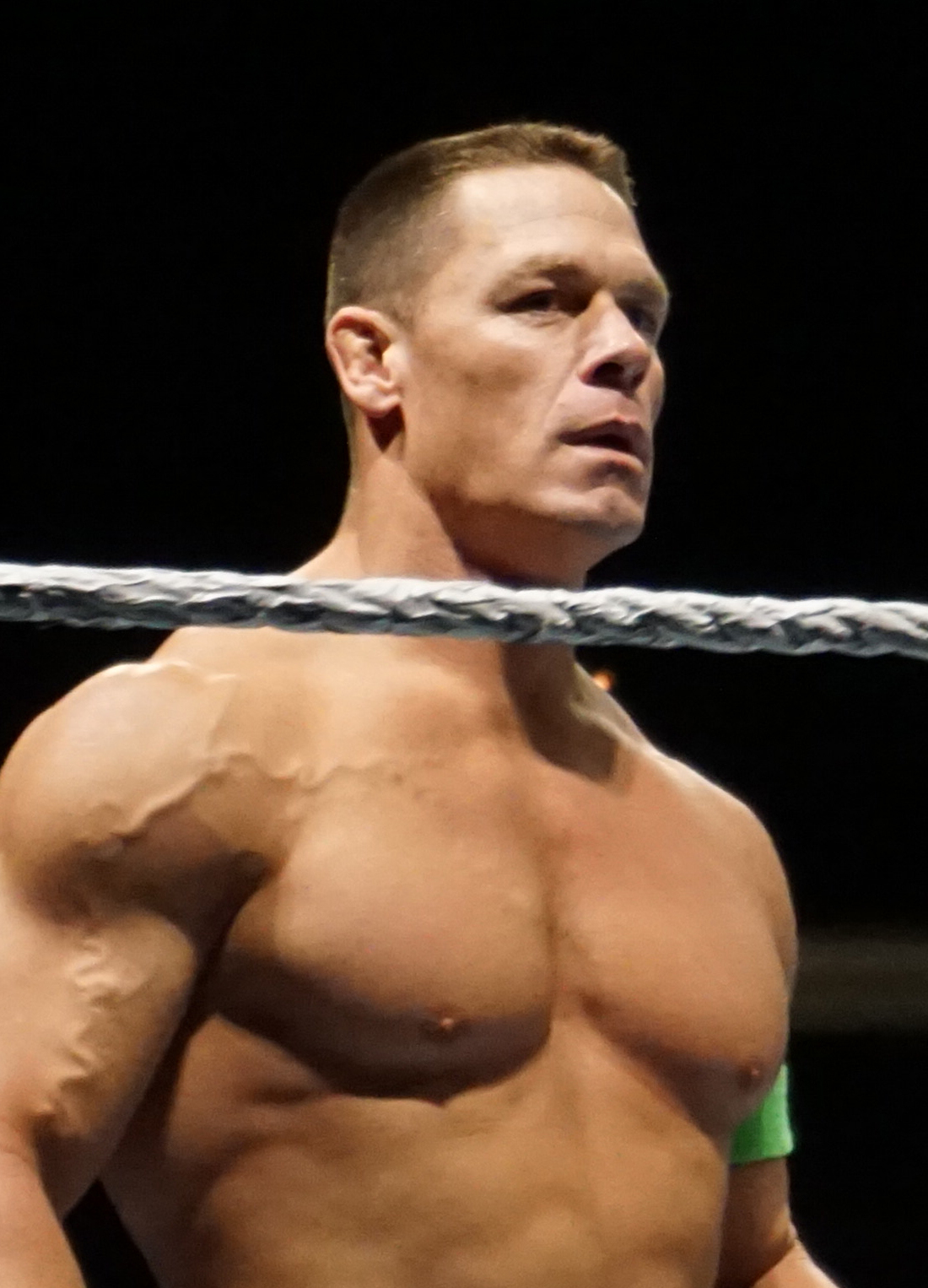
John Cena, maart 2018

Een dag na SummerSlam, op 21 augustus 2017 en tijdens een aflevering van het maandagavondprogramma Raw, kreeg men in de ring een berucht geworden felle discussie tussen Cena, Roman Reigns en The Miz (met zijn worstelgroep "The Miztourage", Curtis Axel en Bo Dallas). Die laatste vond dat hij het na jaren hard werken verdiende in de schijnwerpers te staan, maar dat "dezelfde twee heren altijd met alle aandacht gingen lopen". Dit frustreerde The Miz kennelijk. The Miz' reactie werd met groot jolijt onthaald door de fans, hoewel The Miz tijdens de scène de "heel" oftewel "slechterik" speelde. Cena apprecieerde het niet dat Reigns de WWE aanzag als his yard (vrij vertaald: zijn grond; Reigns had dat gezegd op 3 april 2017, een dag na het evenement WrestleMania 33 waar hij The Undertaker versloeg).
Op 28 augustus 2017, twee weken na het evenement SummerSlam, sprak John Cena op notoire wijze dat Roman Reigns op vele vlakken tekortschoot om het echt waar te maken. Dit in de mate dat het niet meer duidelijk was of dat kayfabe (fictief) was of dat hij dit echt meende. Zo sprak hij tegen Reigns: "[toen Reigns niet uit zijn woorden geraakte] Spreek op, jongen. Dit heet een promo", "Ik ben hier nog omdat jij je job niet kunt uitvoeren" en "Ik kan dit [het "vak" professioneel worstelen] nu beter parttime uitvoeren dan jij het fulltime ooit zal kunnen". Reigns en Cena stonden samen in de ring, waardoor waarnemers achteraf spraken over een "begraving" van Reigns (NB: jargon; "burial", wordt vaak gebruikt om een impopulair personage te degraderen). De scène toonde echter aan dat het de federatie menens was om de polariserende Roman Reigns verder te promoten bij de fans en de rest van de worstelwereld, wat sinds 2015 uit de hand was gelopen toen Reigns dat jaar de Royal Rumble won. Reigns vond dat Cena als parttime worstelaar weinig recht van spreken had, waarbij Cena de nieuwe posterboy schijnbaar gemeend met vernederende taal op zijn plaats zette. Dit alles leidde ertoe dat de twee meest polariserende worstelaars in de WWE elkaar uitdaagden bij het evenement No Mercy op 24 september 2017. Cena verloor daar van Reigns. Reigns verdeelde net als Cena een significant deel fans. Waarnemers noemden dit het einde van het Cena-tijdperk dat vijftien jaar had bestaan. In een interview met Jerry Lawler bij diens programma Raw Talk, afgenomen onmiddellijk na het evenement No Mercy, sprak Cena dat hij het de komende jaren wat rustiger aan zou gaan doen. Cena wilde zich toeleggen op acteer- en presenteerwerk. Als motivering voegde hij toe dat vijftien jaar professioneel worstelen aan de top stilaan een lichamelijke tol begon te eisen.
Op 25 februari 2018, bij het evenement Elimination Chamber, nam Cena prompt deel aan een Elimination Chamber match voor een kans op het WWE Universal Championship van titelhouder Brock Lesnar bij het evenement WrestleMania 34, maar verloor toen hij werd geëlimineerd door Braun Strowman. Roman Reigns werd Lesnars uitdager. Cena worstelde uiteindelijk tegen The Undertaker bij het evenement WrestleMania 34, wat een verrassingsoptreden van The Undertaker was. The Undertaker had de uitdaging niet beantwoord, maar accepteerde op het laatste nippertje. Cena werd omvergeblazen door The Undertaker in een wedstrijd die net geen drie minuten duurde (NB: jargon; een "squash match").
Op 27 april 2018 versloeg Cena Triple H bij het evenement Greatest Royal Rumble in Djedda, Saoedi-Arabië. In het voorjaar van 2019 kwam een nieuwe geruchtenmolen op gang. De worstellegende, olympische medaillewinnaar en 5-voudig WWE World Heavyweight Champion Kurt Angle beëindigde in april 2019 zijn carrière bij het evenement WrestleMania 35. Men geloofde dat Cena de laatste tegenstander van Angle zou gaan worden. Deze geruchten werden onder andere gevoed omdat Cena symbolisch destijds zijn grote televisiedebuut maakte tegen Angle. In plaats van Cena was de minder geroemde worstelaar Baron Corbin de laatste tegenstrever van Angle. Dit stootte velen tegen de borst. Angle verloor zijn laatste wedstrijd van Corbin. Cena worstelde niet bij het evenement, maar maakte wel zijn opwachting bij het evenement. Cena kroop nog eens in de huid van zijn voormalig personage "Doctor of Thugonomics" en viel Elias aan als zijn personage.
Op 5 april 2020 verloor hij van "The Fiend" Bray Wyatt bij het evenement WrestleMania 36.

## Acteercarrière

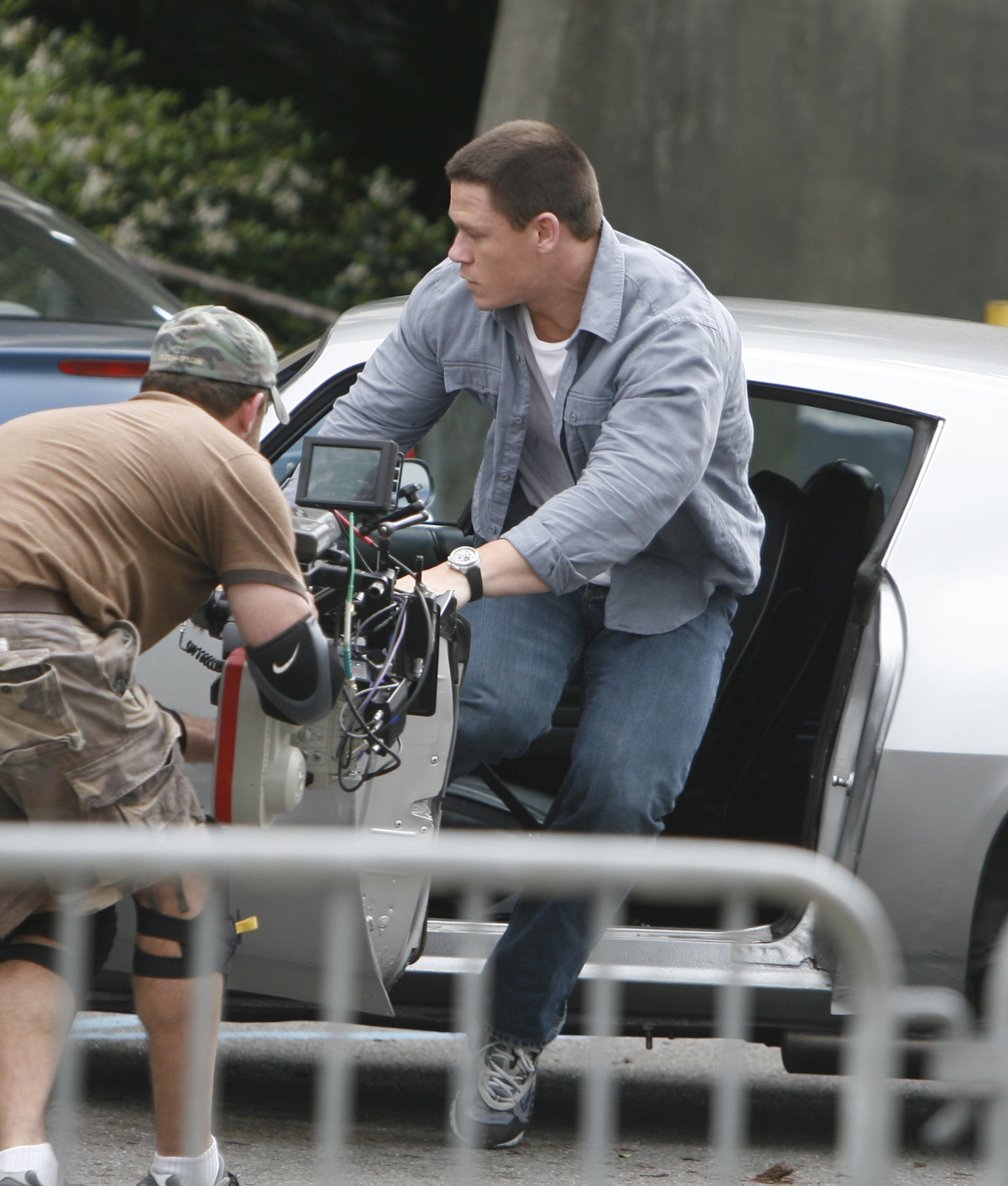
Cena, tijdens de opnames van de film 12 Rounds

## In het worstelen
- Finishers

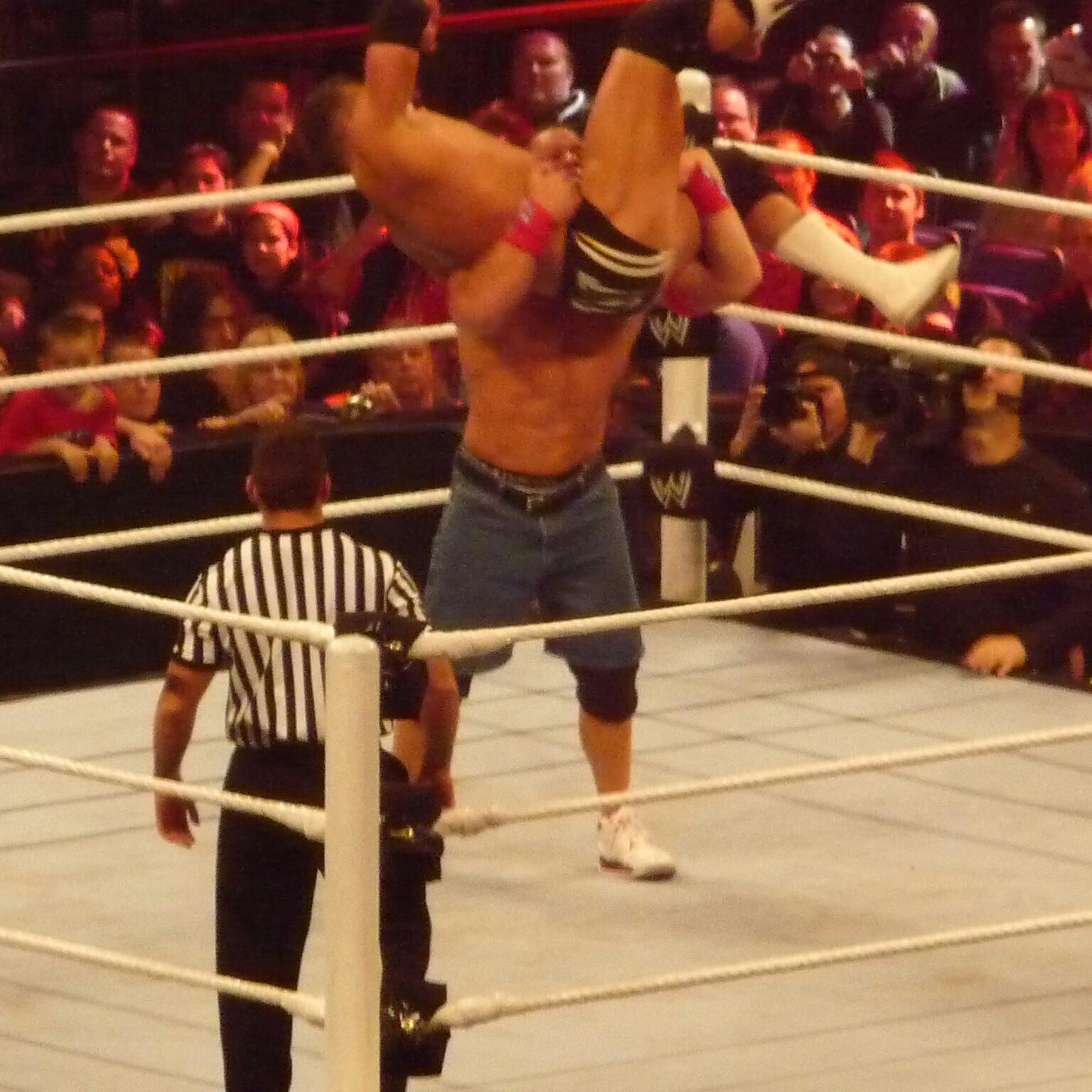
Cena voert een Spin-out powerbomb uit op Alex Riley.

Cena voert een Attitude Adjustment uit op Kane

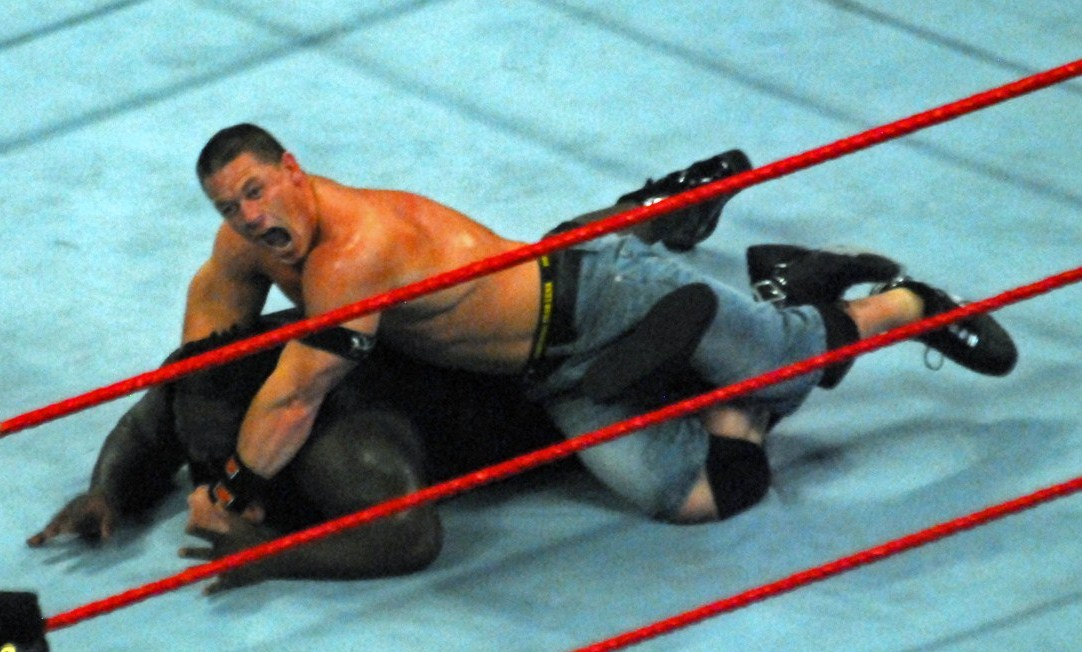
Cena met de STF op Mark Henry

  - Killswitch / Protobomb / Protoplex (OVW / UPW)
  - AA – Attitude Adjustment (2003-heden)
  - STF (2005–heden)
- Signature moves
  - Diving crossbody
  - Diving leg drop bulldog
  - Dropkick
  - Half nelson into a neckbreaker
  - Fisherman suplex
  - Gutwrench suplex
  - Five Knuckle Shuffle
- Lou Thesz press 
  - Running leaping shoulder block
  - Running one-handed bulldog
  - Sitout hip toss
  - Spinebuster
  - Throwback
  - Belly to belly suplex
  - Sleerper hold
- Bijnamen
  - "Fruity Pebbles"
  - "The Doctor of Thuganomics"
  - "The Champ"
  - "The Chain Gang Commander"
  - "The Chain Gang Soldier"
- Managers
  - Kenny Bolin
  - B-2
  - Redd Dogg
- Themamuziek
  - "Slam Smack" van R. Hardy (27 juni 2002 - 7 november 2002)
  - "Insert Bass Here" van DJ Case (14 november 2002 - 13 februari 2003)
  - "Basic Thuganomics" van John Cena (27 maart 2003 - 10 maart 2005, 5 april 2009, 7 april 2019)
  - "We Are One" van 12 Stones (3 oktober 2010 - 21 november 2010; terwijl hij lid was van Nexus)
  - My Time is Now" van John Cena & Tha Trademarc (17 maart 2005-heden)

## Prestaties
- Ohio Valley Wrestling

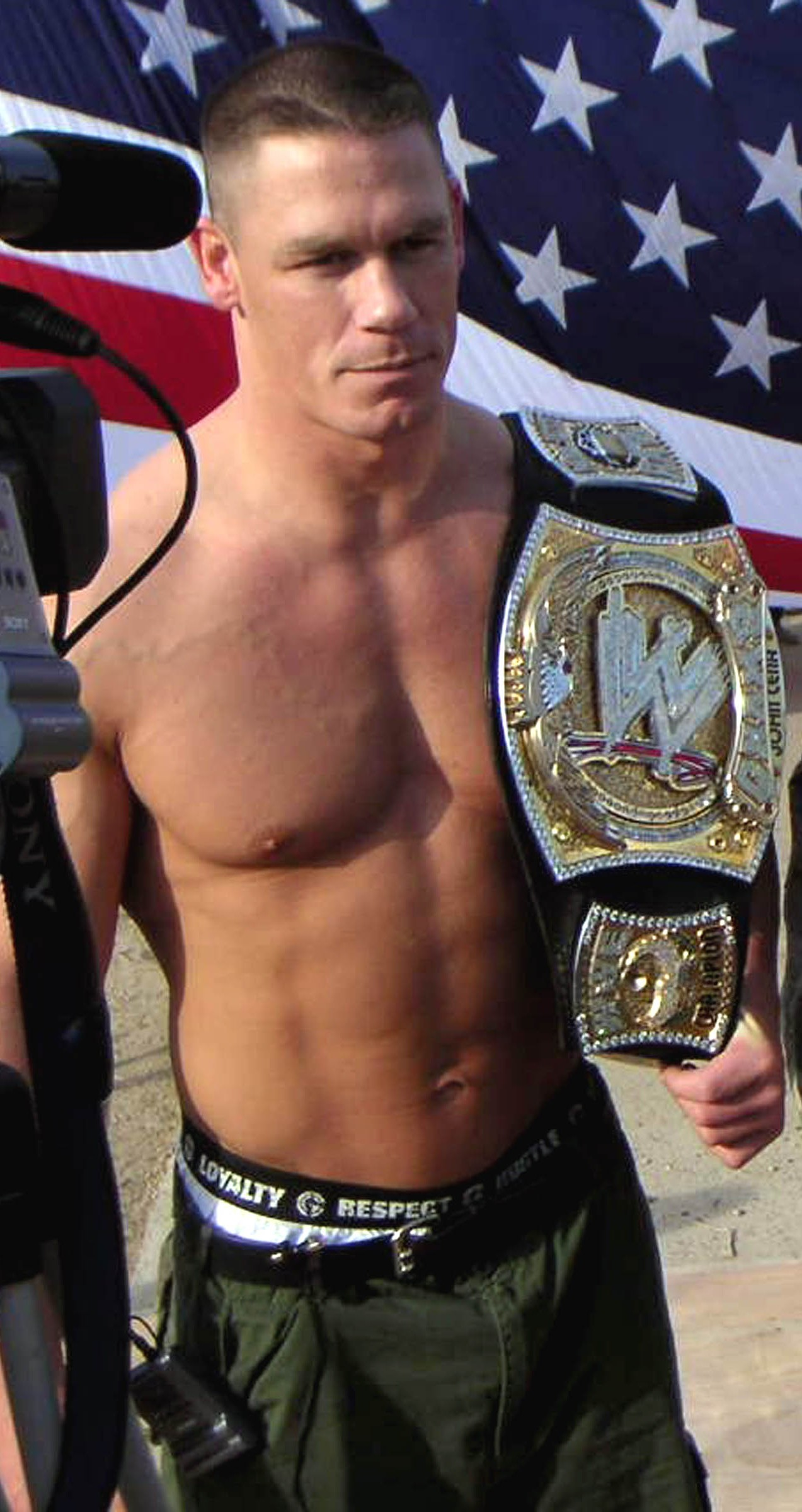
Cena als WWE Champion in 2006

  - OVW Heavyweight Championship (1 keer)
  - OVW Southern Tag Team Championship (1 keer met Rico Constantino)
- Pro Wrestling Illustrated
  - PWI Feud of the Year (2006) vs. Edge
  - PWI Feud of the Year (2011) vs. CM Punk
  - PWI Match of the Year (2007) vs. Shawn Michaels
  - PWI Match of the Year (2011) vs. CM Punk
  - PWI Most Popular Wrestler of the Year (2004, 2005, 2007, 2012)
  - PWI Wrestler of the Year (2006, 2007)
  - PWI Most Improved Wrestler of the Year (2003)
- Ultimate Pro Wrestling
  - UPW Heavyweight Championship (1 keer)
- World Wrestling Entertainment/WWE
  - WWE Championship (13 keer)
  - WWE World Heavyweight Championship (3 keer)
  - WWE World Tag Team Championship (2 keer; 1× met Shawn Michaels en 1× met Batista)
  - WWE Tag Team Championship (2 keer; 1× met David Otunga en 1× met The Miz)
  - WWE United States Championship (5 keer)
  - Royal Rumble (2008 & 2013)
  - Money in the Bank (2012)
  - Slammy Award
    - "Superstar Of The Year" (2009, 2010 en 2012)
    - "Holy %&^*%&* Move of the Year" (2010)
    - "Game Changer of the Year" (2011)
    - "Insult of the Year" (2012) - Aan Dolph Ziggler & Vickie Guerrero: "You're the exact opposite. One enjoys eating a lot of nuts and the other is still trying to find his."
    - "Kiss of the Year" (2012) – met AJ Lee

## Top 10 van hoogst gequoteerde wedstrijden
Hieronder volgt een lijst op basis van beoordelingen van wedstrijden van John Cena door journalist Dave Meltzer van Wrestling Observer Newsletter, het hoogst aangeschreven tijdschrift over professioneel worstelen ter wereld:
| Evenement                              | Datum            | Kampioenschap (optioneel)          | Wedstrijd | Winnaar           | Beoordeling door WON |
| -------------------------------------- | ---------------- | ---------------------------------- | --- | ----------------- | -------------------- |
| WWE Money in the Bank 2011             | 17 juli 2011     | WWE Championship                   | John Cena (c) vs. CM Punk | CM Punk (nc)      | *****                |
| WWE Royal Rumble 2015                  | 25 januari 2015  | WWE World Heavyweight Championship | Brock Lesnar (c) vs. Seth Rollins vs. John Cena                                                                                               | Brock Lesnar (c)  | **** ¾               |
| WWE Royal Rumble 2017                  | 29 januari 2017  | WWE Championship                   | A.J. Styles (c) vs. John Cena | John Cena (nc)    | **** ¾               |
| WWE Backlash 2007                      | 29 april 2007    | WWE Championship                   | John Cena (c) vs. Edge vs. Randy Orton vs. Shawn Michaels                                                                                     | John Cena (c)     | **** ½               |
| WWE Backlash 2009                      | 26 april 2009    | World Heavyweight Championship     | John Cena (c) vs. Edge | Edge (nc)         | **** ½               |
| WWE Extreme Rules 2012                 | 29 april 2012    | n.v.t.                             | John Cena vs. Brock Lesnar | John Cena         | **** ½               |
| WWE Monday Night Raw (aflevering 1031) | 25 februari 2013 | n.v.t.                             | John Cena vs. CM Punk | John Cena         | **** ½               |
| WWE SummerSlam 2013                    | 18 augustus 2013 | WWE Championship                   | John Cena (c) vs. Daniel Bryan | Daniel Bryan (nc) | **** ½               |
| WWE Payback 2014                       | 1 juni 2014      | n.v.t.                             | John Cena vs. Bray Wyatt | John Cena         | **** ½               |
| WWE Survivor Series 2014               | 23 november 2014 | n.v.t.                             | Team Cena (John Cena, Dolph Ziggler, Erick Rowan, Ryback & Big Show) vs. Team Authority (Seth Rollins, Kane, Luke Harper, Mark Henry & Rusev) | Team Cena         | **** ½               |

## Muziek
Naast zijn carrière in de ring is Cena een hiphopmuzikant. Hij voerde zijn vijfde WWE themalied uit, Basic Thugonomics, dat later opgenomen werd als een soundtrackalbum van de WWE. Een andere, Untouchables, werd opgenomen op WWE ThemeAddict. Hij coverde ook songs met MURS, e-40, en Chingo Bling. Cena is de enige professionele worstelaar die ooit op BBC 2 in Top of the Pops verscheen.
Het album van John Cena:
1. My Time Is Now
2. Word Life
3. Don't Fuck With Us
4. Flow Easy [ft.Bumpy Knuckles]
5. Right Now
6. Make It Loud
7. Just Another Day
8. Summer Flings
9. Keep Frontin' [ft. Bumpy Knuckles]
10. We Didn't Want You To Know
11. Bad, Bad Man [ft. Bumpy Knuckles]
12. Running Game
13. Beantown [ft. Esoteric]
14. This Is How We Roll
15. What Now
16. Know The Rep
17. Chain Gang Is The Click
18. If It All Ended Tomorrow

## Privé
- Zijn broer, Dan Cena, is werkzaam als politieagent.